# 石井駅 (兵庫県)
石井駅（いしいえき）は、兵庫県佐用郡佐用町下石井にある、智頭急行智頭線の駅である。

## 歴史
智頭線の当初の工事実施計画上の駅名は「下石井」であった。

### 年表
- 1994年（平成6年）12月3日[3]：智頭線開業と同時に設置[1][2]。
  - 当時の所在地表示は兵庫県佐用郡佐用町下石井であった。
- 2009年（平成21年）
  - 8月10日：台風9号の影響による大雨の被害により、一時的に列車の発着がなくなる。
  - 8月29日：智頭線普通列車の全面運転再開により、列車の発着が再開。

## 駅構造
智頭方面に向かって左側に単式ホーム1面1線を持つ盛土高架駅。階段を下りた場所にあるログハウス風の駅舎には水洗式トイレと公衆電話がある。無人駅であり、自動券売機等の乗車券購入設備はない。

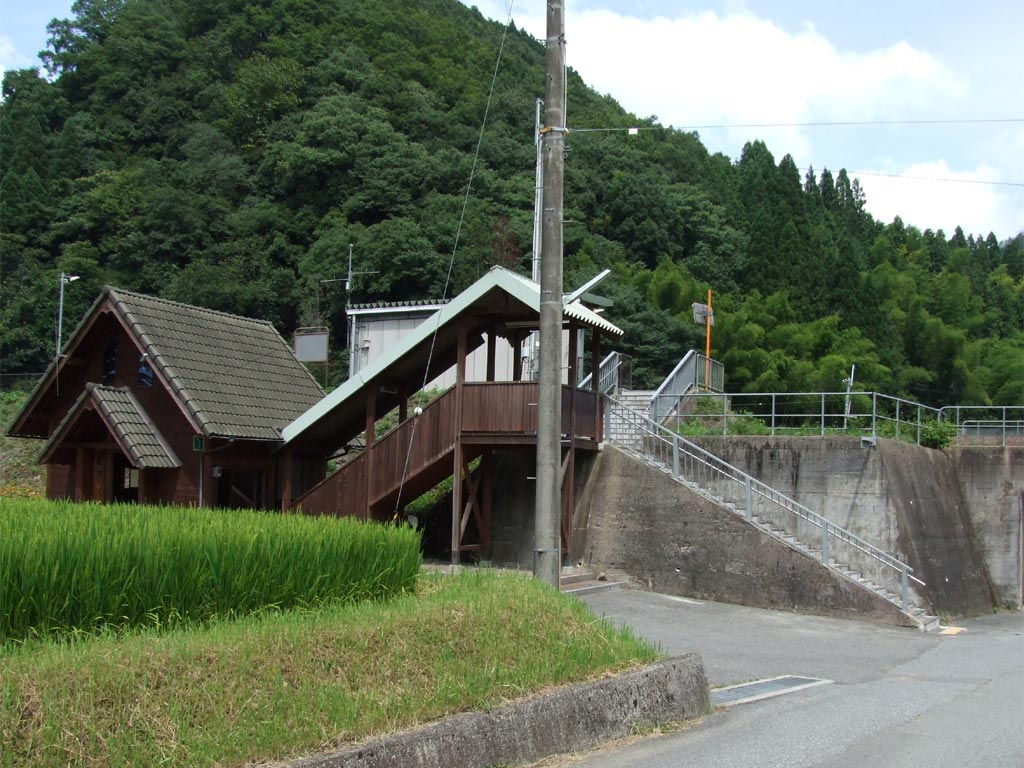
待合室側から見た石井駅
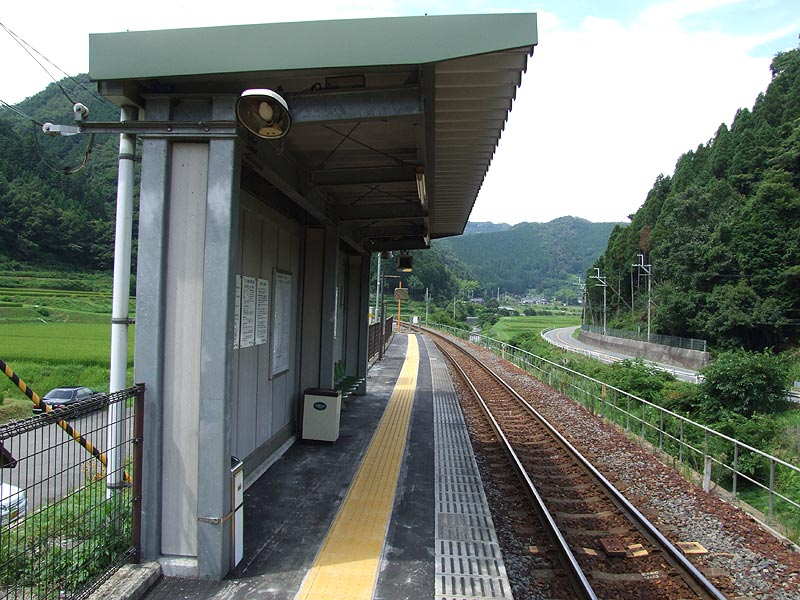
ホーム（2008年8月）

## 利用状況
| 1日乗降人員推移 | 1日乗降人員推移 |
| 年度            | 1日平均人数     |
| --------------- | --------------- |
| 2018年          | 5               |

## 駅周辺
周囲は人家のまばらな田園地帯となっている。
- 小野の大カヤ - 樹齢400年の佐用町指定天然記念物[3][6]。
- 国道373号[3]

## 隣の駅
智頭急行
■智頭線
平福駅 - 石井駅 - 宮本武蔵駅